# Abadia de Barberà de la Conca
L'Abadia de Barberà de la Conca és una casa al nucli de Barberà de la Conca, a la comarca de la Conca de Barberà. És un monument protegit i inventariat dins el Patrimoni Arquitectònic Català.
A Barberà, i sobretot als pobles de domini lingüístic del català occidental s'anomena "abadia" a la "rectoria" del català oriental. Aquesta abadia és un edifici d'una certa prestància que, l'any 1776, feu construir mossèn Josep Cabirol que fou rector de Barberà entre 1760 i 1809. El mateix Cabirol fou també responsable de la construcció de la nova església parroquial de Santa Maria i de les reformes que «barroquitzaren» l'ermita gòtica de Santa Anna de Montornès.

## Arquitectura
Construïda entre mitgeres i, com d'habitud al costat de l'església parroquial, l'abadia de Barberà és un edifici gran de planta pròxima a un trapezi rectangle; amb dues façanes, una a migdia de set metres d'ample, mirant a la plaça de l'Església, i l'altra de dotze metres, a tramuntana, oberta a un hort clos que afronta amb el Raval del Castell. S'eleva fins a tres pisos –planta baixa, planta noble i golfes – i la cobreix una teulada a dues aigües que té el carener paral·lel al carrer.

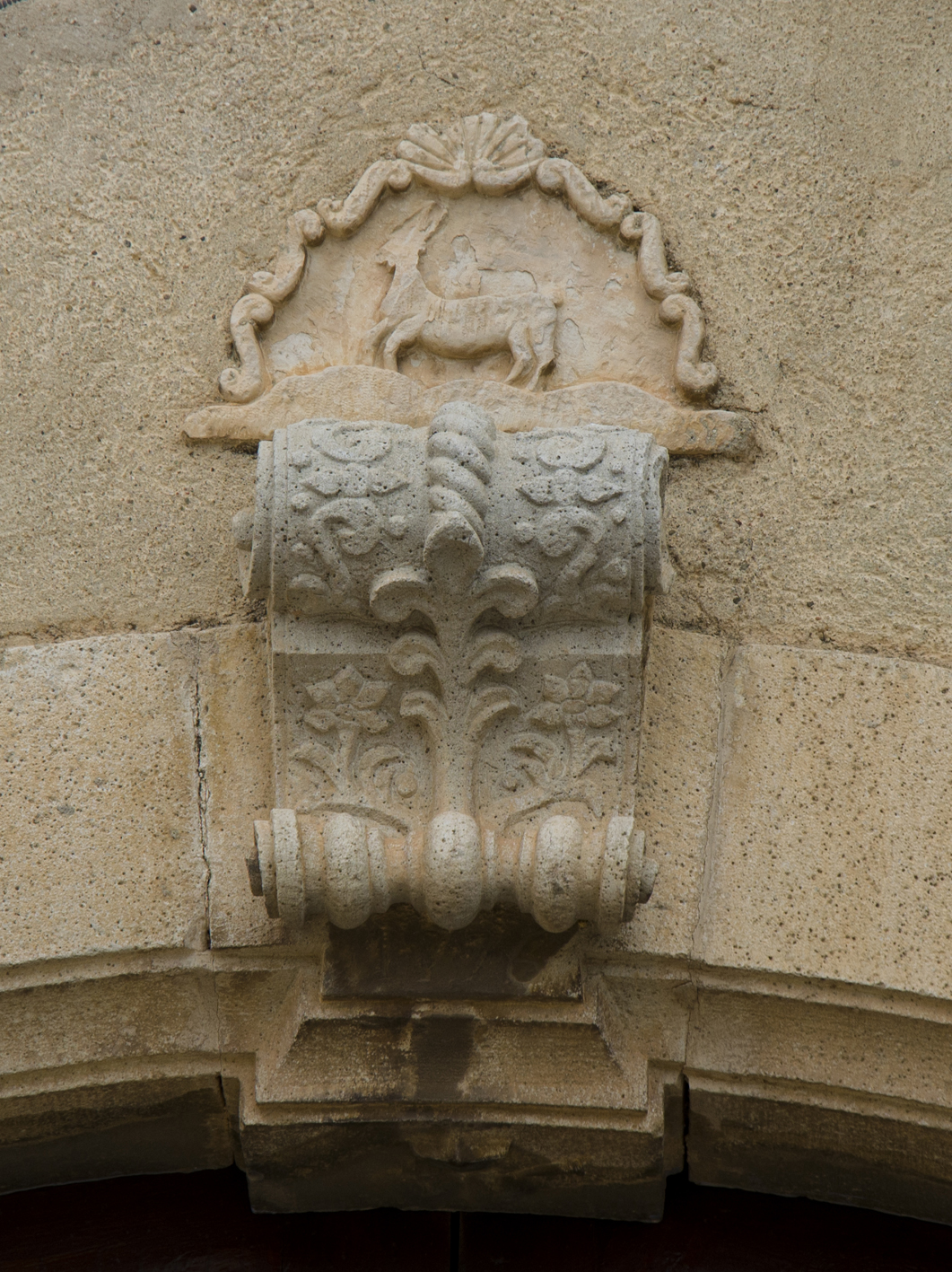
Clau de l'arc de la porta de l'Abadia

S'accedeix a la casa des de la plaça de l'Església per la porta principal que dona a una entrada bellament empedrada amb palets de riu blancs i negres que dibuixen figures geomètriques. Al fons hi ha una porta precedida de tres graus de pedra que pugen a un nivell entresolat on hi ha dues estances grans que donen a la plaça i a l'hort del darrere; l'escala segueix fins a la planta noble.
El primer que es troba en entrar a la planta noble és la sala, que com en totes les cases catalanes és la peça principal. Des de la sala es pot entrar a totes les altres estances de la planta: a la cuina, a tres habitacions (dues amb alcova), situades en ambdós costats, i a dues galeries de cinc grans finestrals, oberts a la façana del davant i a la façana del darrere.
La façana de la plaça que és la més important, presenta una composició de tres nivells on s'ordenen simètricament la porta principal i les finestres dels tres nivells. A la planta baixa hi ha la porta al mig i dues finestres, una a cada costat, amb bons arcs rebaixats de pedra; la de llevant fou convertida posteriorment en la porta de la casa del campaner, que ocupa un espai triangular entre l'abadia i l'església. Al pis principal hi ha els cinc finestrals de la galeria amb arc de mig punt; i a les golfes tres finestres petites.
La porta principal és un bell exemplar de pedra amb arc escarser, bon dovellatge i una clau esculturada en forma de mènsula barroca amb volutes, decorada amb motius florals i amb l'any de la construcció (1776). Al damunt dins d'un marc rococó hi ha un cabirol, evident senyal heràldic parlant del rector Josep Cabirol.
Aquest frontispici havia estat totalment decorat amb un bell esgrafiat del qual avui només en queden restes a la part superior i a un lateral. Era una composició que a la part baixa representava un carreuat fictici i a l'alta un fris d'entaulament amb tríglifs i una balustrada a sobre, interrompuda per pilars i gerros florals que la sobremunten. Entremig dels gerros hi ha dos rombes on a l'un hi ha escrit "ANY" i a l'altre, "1776".
Al costat de llevant, formant part del mateix edifici s'hi adossa la casa del campaner. La planta semisoterrani d'aquesta casa s'eixampla per sota de l'abadia, la qual cosa es fa evident en la façana posterior, on hi ha una segona galeria sota de la de l'abadia. A més, comunica amb el jardí que hi ha al costat de tramuntana.